# 卡車 (短篇故事)
《卡車》是一部由史蒂芬·金於1973年所著的短篇小說，當時發佈在Cavalier雜誌上，後來收錄在短篇小說集《有時候，他們會回來》內，於1986年改編成《驚心動魄撞死你》及《猛鬼上路：致命卡車》。

## 故事簡介
故事發生在一間卡車休息站兼快餐店，眾人被有生命的卡車逼到在快餐店裡無辦法離開，有人試圖逃走，結果被卡車撞到飛起，氣絕身亡，其他人只好留在店內等待救援。他們原來以為靠店內的食物，可以捱過一段日子，誰知道有了生命的卡車破壞了供電系統，食物保存和供水都有問題。狗急跳牆下，他們製作了汽油彈攻擊卡車群，結果引起卡車反擊，直接撞入快餐店內，威逼生還者為卡車加油，生還者最終成為了卡車的奴隸，只能期望以後卡車的零件老化，人類才能光復。